# Confession
Confession - album amerykańskiego zespołu muzycznego Ill Niño. Wydawnictwo ukazało się 30 września 2003 roku nakładem wytwórni muzycznej Roadrunner Records. Album dotarł do 37. miejsca listy Billboard 200 w Stanach Zjednoczonych. Do czerwca 2005 roku płyta znalazła w USA ponad 400 tys. nabywców.
Nagrania były promowane teledyskami do utworów "This Time's For Real" i "How Can I Live".

## Lista utworów
Opracowano na podstawie materiału źródłowego.
1. "Te Amo...I Hate You" (sł. Cristian Machado, muz. Ill Niño) – 3:33
2. "How Can I Live" (sł. Cristian Machado, muz. Ill Niño) – 3:17
3. "Two (Vaya Con Dios)" (sł. Cristian Machado, muz. Ill Niño) – 3:24
4. "Unframed" (sł. Cristian Machado, muz. Ill Niño) – 3:23
5. "Cleansing" (sł. Cristian Machado, muz. Ill Niño) – 3:45
6. "This Time's For Real" (sł. Cristian Machado, muz. Ill Niño) – 3:27
7. "Lifeless...Life..." (sł. Cristian Machado, muz. Ill Niño) – 2:49
8. "Numb" (sł. Cristian Machado, muz. Ill Niño) – 4:06
9. "Have You Ever Felt?" (sł. Cristian Machado, muz. Ill Niño) – 3:18
10. "When It Cuts" (sł. Cristian Machado, muz. Ill Niño) – 2:47
11. "Letting Go" (sł. Cristian Machado, muz. Ill Niño) – 3:19
12. "All The Right Words" (sł. Cristian Machado, muz. Ill Niño) – 4:08
13. "Re-Birth" (sł. Cristian Machado, muz. Ill Niño) – 2:53
14. "How Can I Live (Spanish Version)" (sł. Cristian Machado, muz. Ill Niño) – 3:09

## Twórcy
Opracowano na podstawie materiału źródłowego.
| - Cristian Machado – śpiew, produkcja muzyczna (1, 5, 9-10) - Dave Chavarri – perkusja, produkcja muzyczna - Laz Pina – gitara basowa - Ahrue Luster – gitara - Jardel Paisante – gitara - Marc Rizzo – gitara (2-4, 6-8, 10-14), gitara akustyczna (2-4, 6-8, 10-14) - Mikey Doling – gitara (3) - Max Illidge – śpiew (9) - Danny Couto – instrumenty perkusyjne - Joe Rodriguez – instrumenty perkusyjne - Omar Clavijo – programowanie, gramofony, instrumenty klawiszowe - Bob Marlette – produkcja muzyczna (2-4, 6-8, 11-14), fortepian (8, 12), inżynieria dźwięku |  | - Jay Baumgardner – miksowanie (2) - Michael Barbiero – miksowanie (1, 3-14) - Michael Koch – inżynieria dźwięku - Sid Riggs – inżynieria dźwięku, edycja cyfrowa - Dan Korneff – inżynieria dźwięku, edycja cyfrowa - Jerry Farley – edycja cyfrowa - John Bender – asystent inżyniera dźwięku - Julian Joyce – asystent inżyniera dźwięku - Myrian Santos-Kayda – zdjęcia - Ted Jensen – mastering - Murray Richman – management - Lynda Kusnetz – dyrektor kreatywny - Morning Breath Inc. – dizajn |

## Listy sprzedaży
| Lista         | Kraj              | Pozycja |
| ------------- | ----------------- | ------- |
| Billboard 200 | Stany Zjednoczone | 37      |